# Gotha Go 145
El Gotha Go 145 fue un avión alemán de entrenamiento y de ataque al suelo de la Segunda Guerra Mundial; se trata de un biplano con estructura interna de madera y revestimiento exterior textil. Aunque ya obsoleto al comenzar la conflagración, permaneció en servicio en la Luftwaffe hasta el final del conflicto en Europa, actuando como bombardero ligero nocturno.

## Desarrollo
La compañía Gotha renace el 2 de octubre de 1933, siendo este modelo el primer avión fabricado en esta segunda época. Se trataba de un biplano biplaza con estructura de madera, recubrimiento textil y tren de aterrizaje fijo, diseñado por Albert Kalkert y propulsado por un motor Argus As 10 refrigerado por aire, que movía una hélice bipala de paso fijo.
El Go 145 llevó a cabo su primer vuelo en febrero de 1934, seguido rápidamente por el primer modelo de producción, el Gotha Go 145A, que contaba con controles de vuelo en ambas cabinas.

## Historia operacional
El Gotha Go 145 entró en servicio en las unidades de adiestramiento de la Luftwaffe en 1935. El diseño del avión fue un éxito y la producción fue encargada a otras fábricas (entre las que estuvieron AGO, Focke Wulf y Bayerische Flugzeugwerke AG), y se construyó bajo licencia en Turquía y España, en este caso a cargo de Construcciones Aeronáuticas S.A., recibiendo la denominación de CASA 1145L.
Al margen de los prototipos fueron construidas 1182 unidades de este aparato en Alemania en todas sus versiones, y otras 25 en España, desconociéndose cuantas más fueron fabricadas en otros países. El primer desarrollo del modelo básico, producido a partir de 1935, fue el Go 145B, dotado de cabina cerrada y tren de aterrizaje carenado; otra variante fue el Go 145C, cuya misión era el entrenamiento de tiro, para lo que se eliminó el doble mando en el puesto trasero, siendo sustituido por un montaje giratorio provisto de una ametralladora MG 15 de 7,92 mm.
Ante el éxito de las misiones de hostigamiento nocturno efectuadas por los soviéticos con sus anticuados biplanos Polikarpov Po-2, los alemanes decidieron crear unidades similares. El primer Störkampfstaffel (escuadrón de acoso) comienza a operar en diciembre de 1942, dotado con aparatos Go 145 y Arado Ar 66. El éxito de estas unidades llevó a que en octubre de 1943 hubiera en activo seis escuadrones de este tipo dotados con Go 145.
En este mismo mes un Störkampfstaffel se unió a un Nachtschlachtgruppe (NSGr, Grupo nocturno de ataque a tierra), una unidad constituida por tres o cuatro escuadrones. En marzo de 1945, esta unidad contaba con 69 Go 145, de los que eran aptos para el servicio 52 ejemplares. Mientras tanto, en la bolsa de Curlandia operaba el 3.er NSGr, que contaba con 18 Go 145 (16 operativos). Al concluir los combates en Europa el 8 de mayo de 1945, la mayoría de los NSGr estaban dotados con este aparato.

### Servicio en España

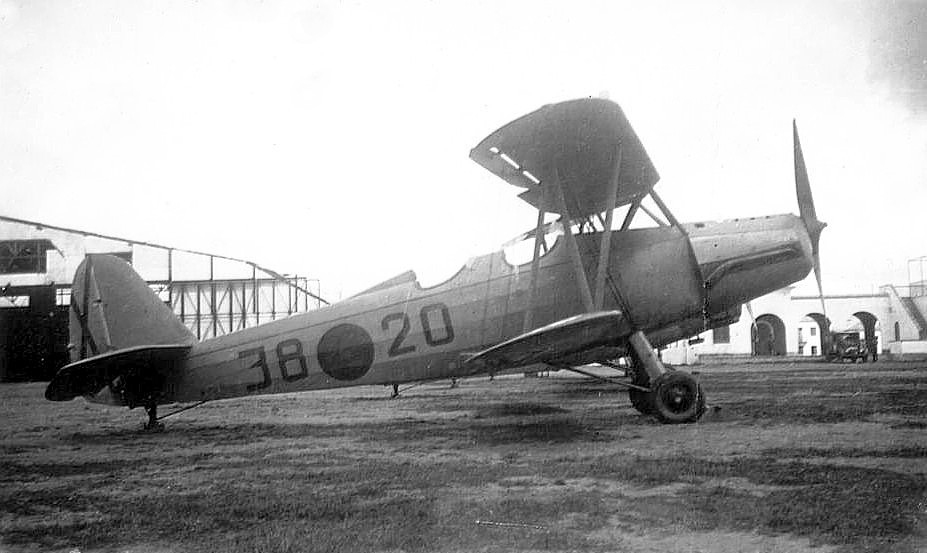
Gotha Go 145A con los distintivos de la Aviación Nacional.

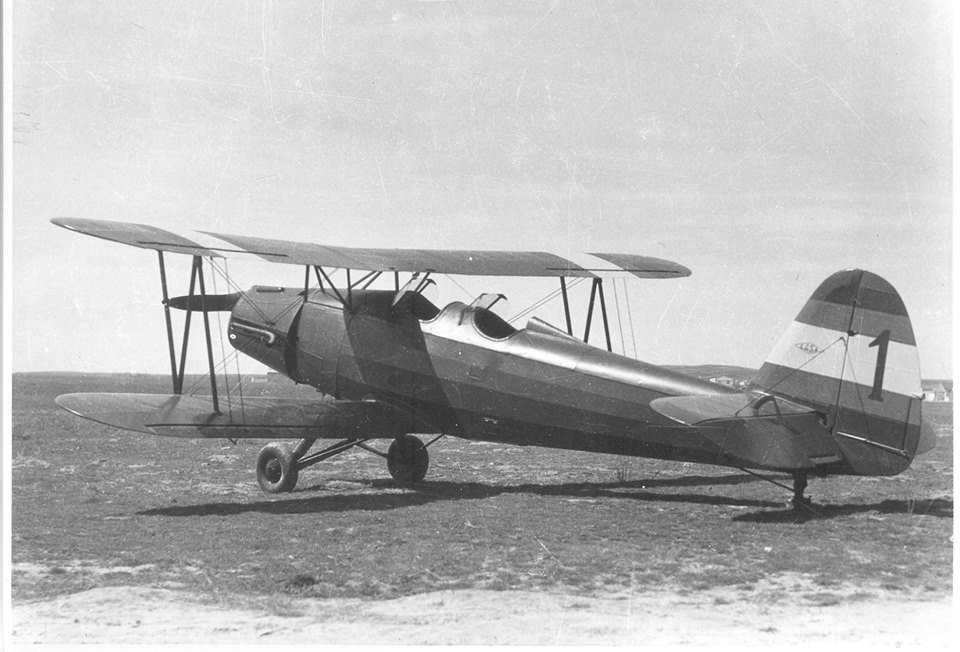
Primer CASA 1145L (Go 145) construido bajo licencia en España, en la factoría de CASA en Puntales.

En mayo de 1938 llegan a Vigo ocho de los veintiún Go 145A adquiridos, que se terminan de probar y aceptar el 17 de dicho mes por el alférez Ángel Bravo Aobau, siéndoles asignado el 38 como identificador. Más tarde se reciben el resto en fecha sin precisar, quedando todos destinados en la Escuela de Trasformación creada en Jerez de la Frontera.
Al poco de acabar la Guerra Civil, CASA adquiere la licencia de fabricación para una serie de 25 ejemplares, entregados entre 1941 y 1942, y que estaban propulsados por el mismo motor Argus As 10 que los aparatos germanos. La mayoría de ellos son destinados a la Escuela de Transformación, aunque unos pocos pasan a las Escuelas Elementales de El Copero (Sevilla) y Bardocas (Badajoz), en las que no duran mucho tiempo. Por normativa de noviembre de 1945 son designados todos ellos, tanto alemanes como españoles, como ES.2 (Escuela Superior tipo 2). Al acabar la guerra siguen en servicio 19 aparatos, aunque otros tres se pierden antes de finalizar 1939, estando destinados todos ellos en la ahora Escuela de Trasformación de Jerez, perteneciente al Grupo de Escuelas del Sur. Al acabar 1940, los 15 supervivientes están todos en reparación mayor, no habiendo ninguno en estado de vuelo. El 31 de diciembre de 1941 se mantienen dos aparatos en vuelo y 15 en reparación mayor en Jerez de la Frontera.
Entre octubre y diciembre de 1942, la Maestranza Aérea de Madrid, ubicada en Cuatro Vientos, recibe los 8 primeros CASA 1145L, que el 30 de diciembre de ese mismo año pasan destinados a la Escuela de Transformación del Grupo de Escuelas de Levante, en San Javier (Murcia). El 31 de diciembre sobreviven 4 Gotha en vuelo y 9 en reparación mayor en Jerez de la Frontera. El 27 de diciembre de 1942, el aparato matriculado 38-9 sufre un accidente en el que fallecen el teniente José Antonio Palacios Beigbeder y el sargento Inocencio Nicieza Ríos.
Al concluir 1943 quedan 14 aviones en vuelo y 7 en revisión mayor en Jerez, entre alemanes y españoles, mientras que en San Javier hay 10 en vuelo y 2 en revisión mayor, todos estos españoles. Un nuevo accidente ocurrido en Jerez el 17 de febrero de 1944 del aparato matriculado 38-31 (un CASA 1145L) produce la muerte del teniente Javier Torres Indueza y el cabo alumno Joaquín Pérez Moreno. Esto hace que el 31 de diciembre de 1944 hayan en Jerez 9 unidades en vuelo y 13 en revisión mayor, mientras en San Javier existan 10 en vuelo y 2 en revisión mayor.
El 31 de agosto de 1945 sobreviven 6 en vuelo y 7 en revisión mayor, y 9 en vuelo y 3 en revisión mayor en cada una de las bases antes citadas, siendo todos los que operaron en la última de ellas aparatos fabricados en España (CASA 1145L). Finalmente los aparatos supervivientes son dados de baja el 20 de mayo de 1952.

## Versiones
Go 145
Prototipo inicial.
Go 145A
Versión de producción con doble mando.
Go 145B
Versión con cabinas cerradas y tren carenado.
Go 145C
Versión de entrenamiento de tiro, con ametralladora en puesto trasero.
CASA 1145L
Versión bajo licencia construida en España, 25 construidos.

## Operadores
Alemania
- Luftwaffe

 Austria
- Fuerza Aérea Austriaca: 12 aparatos entregados en 1937.[3]

 Checoslovaquia
- Fuerza Aérea Checoslovaca

 Eslovaquia
- Fuerza Aérea Eslovaca

 España
- Ejército del Aire: 46 aparatos (21 comprados en Alemania y 25 construidos bajo licencia).

 Rumania
- Real Fuerza Aérea de Rumanía

 Turquía
- Fuerza Aérea Turca

## Supervivientes
Aunque muy dañados, y en ambos casos almacenados, se conocen los siguientes ejemplares de este avión:
- Gotha Go 145A: Museo für Verkehr und Technik. Berlín, Alemania.
- Gotha Go 145A: Norsk Luftfartssenter. Bodø, Noruega.

## Especificaciones (Go 145A)
Referencia datos: Kay, Anthony L. y Smith, John R., German aircraft of the Second World War

### Características generales
- Tripulación: Dos (alumno e instructor)
- Longitud: 8,7 m (28,5 ft)
- Envergadura: 9 m (29,5 ft)
- Altura: 2,9 m (9,5 ft)
- Superficie alar: 21,8 m² (234,1 ft²)
- Peso vacío: 800 kg (1763,2 lb)
- Peso cargado: 1380 kg (3041,5 lb)
- Planta motriz: 1× motor lineal V8 refrigerado por aire Argus As 10.
  - Potencia: 179 kW (247 HP; 243 CV)
- Hélices: Bipala de paso fijo

### Rendimiento
- Velocidad máxima operativa (Vno): 212 km/h (132 MPH; 114 kt)
- Velocidad crucero (Vc): 180 km/h (112 MPH; 97 kt)
- Alcance: 630 km (340 nmi; 391 mi)
- Techo de vuelo: 3700 m (12 139 ft)
- Velocidad de aterrizaje: 90 km/h
- Tiempo a altitud: 1000 m (3281 pies) en 5 min 30 s

## Aeronaves relacionadas

### Aeronaves similares
- Polikarpov Po-2

### Secuencias de designación
- Secuencia Go _ (designaciones del RLM para Gotha): Go 145 - Go 146 - Go 147 - Go 149 →
- Secuencia Numérica (designaciones del RLM 1933-1945): ← BV 142 - BV 143 - BV 144 - Go 145 - Go 146 - Go 147/Ju 147 - Go 149 →
- Secuencia C-_ (Entrenadores checoslovacos, 1945-1958): ← C-12 - C-13 - C-14 - C-15 - C-16 - C-19 - C-23 →
- Secuencia Numérica (Aeronaves del Ejército del Aire español, 1939-1945): ← 36 - 37 (I) - 37 (II) - 38 - 39 - 40 - 41 →
- Secuencia ES._ (Aeronaves de Escuela Superior del Ejército del Aire español, 1945-1954): ES.1 - ES.2 - ES.3 - ES.4 - ES.5 →